# J. J. Barrie

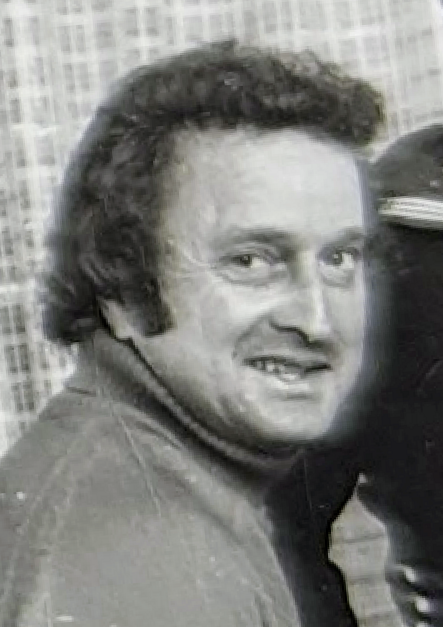
1976

J. J. Barrie (* 7. Juli 1933 in Oshawa, Ontario; wirklicher Name Barrie Authors) ist ein kanadischer Sänger und Songwriter. Sein einziger Hit war 1976 seine Aufnahme des Songs No Charge, der in Großbritannien Platz 1 erreichte.

## Leben
Seine künstlerische Karriere begann Barrie Authors in den 1960er Jahren mit einem Schulfreund als Comedy-Duo Authors & Swinson. Sie waren über die Landesgrenzen hinaus international erfolgreich und füllten auch in New York und London große Theater. Gemeinsam haben sie sich auf dem Walk of Fame ihrer Heimatstadt Oshawa verewigt.
In den 1970er Jahren löste sich das Duo auf und Authors arbeitete als Manager und Verleger im Hintergrund des Musikgeschäfts. Er betreute unter anderem die kanadische Gospelband Ocean, die britische Popband Blue Mink und den Schauspieler Norman Wisdom. In den 1970ern versuchte er sich auch als Songwriter und schrieb den Song Where’s the Reason. Er bot ihn Glen Campbell an und nahm ihn nach dessen Ablehnung unter dem Künstlernamen J. J. Barrie selbst auf und veröffentlichte es über sein eigenes Label Power Exchange.
Obwohl seine erste Veröffentlichung erfolglos blieb, machte er weitere Aufnahmen, darunter eine Coverversion des Songs No Charge, den Harlan Howard geschrieben und Melba Montgomery 1974 zu einem Nummer-eins-Hit in den US-Countrycharts gemacht hatte. Auch Shirley Caesar hatte damit noch einmal einen kleineren Hit gehabt. In den USA stieß Barrie damit nicht auf Interesse, dafür war es in Großbritannien umso erfolgreicher und stieg im Juni 1976 bis auf Platz 1 der britischen Charts.
Obwohl er danach noch eine Reihe von Singles und Alben folgen ließ und mehrere Jahre als Sänger aktiv war, blieb er ein One-Hit-Wonder. Mit großem Abstand schaffte er 1983 noch einmal mit dem von Les Reed komponierten und produzierten Lied My Son, das sich wie No Charge um eine Eltern-Kind-Beziehung dreht, in die Charts einzusteigen. Allerdings verpasste es die offiziellen Top-75-Charts und platzierte sich nur in den erweiterten Charts auf Platz 96. 1984 veröffentlichte er sein letztes Album.
Nach seiner Musikkarriere wandte sich Authors dem Film zu und wurde Drehbuchautor. Außerdem gründete er eine Entwicklungsfirma und ließ sich bei den Shepperton Studios in Großbritannien nieder. Sein größter Erfolg war 2005 der auf der kanadischen Legende der Seeschlange Ogopogo basierende Fantasyfilm Mee-Shee: The Water Giant, der mit deutscher Unterstützung produziert wurde und internationale Anerkennung fand.

## Diskografie
Alben
- The Autumn of My Life (1976)
- Did I Forget to Say Thank You? (1977)
- Call My Name (1978)
- You Can’t Win ’Em All (1980)
- Love ’n’ Country (1981)
- My Son (1983)
- J. J. Barrie Sings Songs from Fraggle Rock (1984)

Lieder
- Where’s the Reason (1975)
- Boys Will Be Boys (1976)
- No Charge (1976)
- So Long Bing (1976)
- I Love You (1977)
- Top Ten Fool (1977)
- Call My Name (1978)
- Christmas (1978)
- Just Fall in Love Again (1979)
- You Can’t Win ’Em All (mit Brian Clough, 1980)
- Buenos dias señorita (1982)
- My Son (1983)
- If I Could Love You One More Time (1983)
- Lucille (I Got a Honey of a Deal) (1983)
- While the Feeling’s Good (1984)
- 40 and Fadin’ (1984)